# Grégbeu
Grégbeu est une localité de l'ouest de la Côte d'Ivoire, dans le département de Zoukougbeu, dans la région du Région du Haut-Sassandra. Grégbeu est un chef-lieu de commune.